# 田中真知 (陸上選手)
田中 真知（たなか まち、1983年7月21日 - ）は、日本の女子長距離走選手。2003年夏季ユニバーシアードのハーフマラソンで優勝した。
三重県立神戸高等学校、名城大学出身。4年時には女子駅伝部の主将を務めた。積水化学に所属していた。

## 成績

### 国際大会
| 年       | 大会               | 会場                     | 結果     | 種目           | 補足     |
| 日本代表 | 日本代表           | 日本代表                 | 日本代表 | 日本代表       | 日本代表 |
| -------- | ------------------ | ------------------------ | -------- | -------------- | -------- |
| 2002     | 世界ジュニア選手権 | ジャマイカ・キングストン | 5位      | 3000m          | 9:19.95  |
| 2003     | ユニバーシアード   | 韓国・大邱               | 1位      | ハーフマラソン | 1:13:06  |

### 国内大会
- 全日本大学女子駅伝 区間賞（2003年、2005年）
- 大学女子選抜駅伝 区間賞（2004年）

## 自己ベスト
- 3000メートル競走 - 9:17.54 min (2001)
- 5000メートル競走 - 15:39.52 min (2004)
- 10000メートル競走 - 32:27.01 min (2003)
- ハーフマラソン - 1:10:00 hrs (2004)